# Сюч, Юдит
Юдит Сюч (венг. Szűcs Judith; род. 15 августа 1953, Будапешт) — венгерская диско- и поп-певица 1970—1980-х годов. В 1972 году заняла 1-е место на конкурсе талантов «Ki mit tud?» сразу в двух номинациях. В 1977 году получила 3-е место на национальном телефестивале «Metronóm». Главное музыкальное обозрение Венгрии Pop-Meccs четырежды признавало Юдит «певицей года» в 1978, 1979, 1980 и 1983 годах.

## Ранний период
Юдит Сюч (имя при рождении Judit без «h») родилась 15 августа 1953 года в квартале Шашхалом (Sashalom) 16-го района Будапешта. Она была пятым ребёнком в семье, которая жила очень экономно в сложных материальных условиях. Её отец работал сапожником, но в свободное от работы время занимался музыкой и выступал со своим ансамблем, поэтому в 4-5 лет девочка уже пела и выступала перед публикой. Во время учёбы в 1-м классе учительница заметила незаурядные данные Юдит и посоветовала перевести её в музыкальную школу. Вскоре родители купили ей пианино, на котором девочка быстро выучилась играть, а позднее, во время учёбы в средней школе брала уроки вокального мастерства и пела в школьном хоре «Tavasz’67» («Весна’67»). Также вместе со своим старшим братом в 1966 году она основала группу «Szivárvány» («Радуга»). После 8-го класса Юдит сначала пошла на курсы парикмахеров, поскольку родители хотели, чтобы у неё была серьёзная профессия, но затем поступила в эстрадную студию венгерского радио. Была участницей «Harmónia Vokál», которая в 1970 приняла участие в «Tessék választani!». В 1971 году Юдит стала клавишником в группе «Beatrice», заменив Nagy Katalin, которая ушла в рок-группу «Tűzkerék». «Beatrice» была первой девичьей группой Венгрии, но, к сожалению, от неё не сохранилось ни одной записи.
Летом 1972 года на телеконкурсе талантов «Ki mit tud?» Юдит заняла 1-е место в двух категориях: танцевальной музыки и хорового пения, опередив многих талантливых исполнителей, в том числе творческие альянсы «Generál & Mikrolied» и «Stereo & Kócbabák». Одним из её номеров была ария Марии Магдалены из рок-оперы «Иисус Христос — суперзвезда». После этого Юдит должна была выбрать дальнейшее направление своего творческого развития, и она точно решила заниматься танцевальной музыкой. Практически одновременно с победой на «Ki mit tud?» Юдит вышла в Финальную часть Táncdalfesztivál'72 с песней «Szólj Már, Vagy Kiabálj», но в итоге уступила более именитым венгерским вокалисткам. Однако её успех был очевиден, и Национальное бюро по организации концертов ORI отправило её в совместный тур с Петером Мате (Máté Péter), Палем Сечи (Szécsi Pál), Жужой Черхати (Cserháti Zsuzsa) и другими звёздами. C 1973 года Юдит 5 раз принимала участие в национальном радио-конкурсе «Tessék választani!» и 4 раза в «Made in Hungary», но ни разу не побеждала. В 1973 году она заняла 3 место на фестивале «Золотой Орфей» в Болгарии в категории «за исполнение болгарской песни иностранным исполнителем», а в 1975 году — 2 место на музыкальном фестивале песни в Ла-Валлетте (Мальта). Всего до 1977 года Юдит записала 18 синглов.

## Диско-королева
Настоящий успех пришёл к Юдит Сюч в июле 1977 года, когда её песня «Táncolj még!» («Потанцуем ещё!») заняла 3-е место на телефестивале «Metronóm». Автором песни был талантливый композитор Джон Дельхуса, и по тем временам у неё была очень запоминающаяся мелодия. Композиция вызвала большой интерес общественности и была № 1 в Ifjúsági Magazin Slágerlistája и № 1 в годовом Slágerlistá'77 TOP20 синглов. Неожиданный успех Юдит привёл к тому, что между музыкальными агентами за неё началась нешуточная борьба. Дело в том, что незадолго перед этим певица выиграла прослушивание на роль Марии в мюзикле «Вестсайдская история» («West Side Story»), который ставился в Музыкальном театре Будапешта. Страсти, разгоревшиеся вокруг Юдит, привлекли внимание главы лейбла Pepita Петера Эрдёша, который желал, чтобы в Венгрии была своя лёгкая танцевальная музыка. В итоге Эрдёш убедил певицу отказаться от роли в театре и отправиться в гастроли, маршрут которых охватывал несколько европейских стран. После фестиваля в Дрездене (ГДР), в котором она приняла участие в рамках этого турне, ею заинтересовался восточногерманский лейбл Amiga, и Юдит записала на нём 2 сингла на немецком языке.
Глава Pepita дал Юдит Сюч своё добро на запись диска-гиганта, и по его указанию к работе над дебютным альбомом Юдит подключилось множество талантливых музыкантов, в том числе Габор Варсеги из «Gemini», Дьюла Папп и Карой Френрейс из «Skorpió», Эмиль Ламер из «Color», Ференц Демьен из «Bergendy», Отто Шёкк из «Metro», а также легендарный поэт-песенник S.Nagy István и старший брат Юдит — гитарист Антал Габор Сюч (29.04.1950), который в то время был участником группы «Skorpió». Бэк-вокал при записи альбома исполнила группа «Color», одержавшая в 1977 году победу на «Ki mit tud?» и занявшая 2-е место на Metronóm’77. Альбом содержал несколько ярких хитов, в том числе «Gyere A Disco Club Elé» («Пойдём в диско-клуб»), «Eleonóra '904-ből» («Элеонора из 904-й»), «Tavaszi Hangok» («Весенние звуки») и «Rólad Szól» («Про тебя говорят»). После выхода альбома летом 1978 года критики в один голос обвинили Юдит в жанровом разнообразии, однако пластинка была продана в объёме более 250 тысяч экземпляров и обрела платиновый статус по итогам продаж. В 1979 году альбом также получил премию Pepita Oroszlán как самый продаваемый альбом прошлого года. А в годовом национальном Slágerlistá'78 TOP10 альбомов он занял вторую строчку, уступив лишь очередному диску-гиганту рок-группы «Omega». Также в августе 1978 года Юдит стала участницей Международного фестиваля песни «Интервидение» в Сопоте, где исполнила композиции «When You’re Dancing With Me» (англоязычную версию песни «Ha Táncolsz Velem») и «Egy Apró Vallomás», но в тройку призёров не вошла.
В январе 1979 года Юдит среди других венгерских исполнителей представляла Венгрию на MIDEM-фестивале в Каннах, где исполнила две новые песни «You’re Gonna Stay» и «Dance Me». А в феврале 1979 года она завоевала премию «Лучший иностранный женский вокал» на Международном Фестивале песни Cavan в Ирландии, где награду ей вручил лично профессор Армандо Морено, президент FIDOF (Международная Федерация Организации Фестивалей). Всё это привлекло к ней внимание западных лейблов, в том числе швейцарского K-Tel. В результате две очередные песни Юдит («Mammy Good Night» и «Forever») были выпущены K-Tel на сборниках-компиляциях «Disco Mania» и «Disco Action» наравне с композициями таких западных диско-звёзд как «Sister Sledge», «Blondie», Аманда Лир, «Chic», «Boney M.», «Village People» и других. По предложению швейцарцев Юдит добавила букву «h» в своё имя, и с тех пор «Judith» стало её творческим псевдонимом.
Весной 1979 года вышел второй диск-гигант певицы, который назывался просто «Judith». На этот раз для семи песен музыку написала сама Юдит, ещё четыре мелодии сочинил Дьюла Папп, а Габор Варсеги написал тексты к девяти песням. Также над материалом альбома поработали Геза Сабо и старший брат Юдит, причём бэк-вокал исполнила группа «Dinamit», в которую он недавно перешёл. Альбом стилистически вышел более ровным и получил по результатам продаж золото, а также был № 4 в годовом национальном Slágerlistá'79 ТОР10. Многие композиции альбома стали популярными шлягерами, в том числе «Kétezerben» («В 2000-м»), «Járd El A Zorba Dalát» («Танцуй под мелодию Зорбы»), «Bádogember» («Железный Дровосек»), «Eladó Ez A Szerelem» («Любовь на продажу») и «Lélekvonat» («Поезд души»). В том же году в ноябре Юдит представила Венгрию на Международном Песенном Конкурсе Yamaha в Токио с композицией «Tender Loving Touch». Песня не вошла в число призёров, но лично Юдит была удостоена премии «Самая очаровательная леди». В начале 1980 года Юдит удостоилась также награды венгерского телевидения за шоу-ревю «Űrdiszkó» («Космическая дискотека»), снятого на основе материала второго альбома.
В 1980 году концерты Юдит прошли практически во всех странах Восточного Блока, СССР и на Кубе. Незадолго до этого в Чехословакии на лейбле Opus вышел альбом-компиляция Юдит Сюч из песен двух первых альбомов. Но особенно популярна певица была в ГДР (Восточной Германии). Там она часто появлялась в музыкальной передаче «Пёстрый котёл» («Ein Kessel Buntes»), в которой принимали участие не только исполнители из стран соцлагеря, но и западные звёзды. В 1980 году ведущий передачи Frank Schöbel впервые назвал её «Disco-Lady». В результате на неё обратили внимание и в соседней ФРГ (Западной Германии): лейбл EMI Electrola предложил Юдит контракт и в 1980—1982 годах выпустил 6 её синглов. Предполагалось, что будет также выпущен альбом, но из-за существовавшей в странах соцлагеря бюрократии при оформлении виз Юдит не смогла принять участие в организованной в разных городах презентации своих песен, и её выступления в поддержку будущего альбома в ФРГ были отменены. В итоге в Западной Германии Юдит Сюч звездой так и не стала.
Летом 1980 года был выпущен третий альбом Юдит «Meleg az éjszaka» («Тёплая ночь»). Клавишник Отто Шёкк из «Metró» написал музыку к 4 песням, Хенрик Шёнтель — тексты к 6 песням, а Джон Дельхуса — полные 3 композиции. При записи инструментальных партий альбома играли музыканты из «Neoton Família», они же исполнили бэк-вокал. Этот диск-гигант тоже получил золото по итогам продаж и был № 4 в годовом национальном Slágerlistá'80 ТОР10. Хитами с альбома стали песни «Egy Picike Pont Vagyok» («Я крошечная точка»), «Száguldás» («Разгон») и «Elbúcsúzom» («Я прощаюсь»). А спустя ещё год вышел четвёртый успешный альбом Юдит «Ilyen ma egy lány» («Такие нынче девушки»). И вновь над альбомом работала целая плеяда талантливых композиторов и авторов, в том числе Ангель Дельхуса, Хенрик Шёнтель, Агнес Рати и гитарист Иван Руснак из «M7». Бэк-вокал исполнили давние знакомые Юдит — сёстры-вокалистки Мария и Моника Чука из «Beatrice», а также начинающая певица Мария Линер и группа «M7». Наиболее яркими композициями альбома были танцевальные «Dodona» и «Van-e Helyem?» («Уместно ли?») и лиричные «Gondolj Vissza Rá» («Думаю вернуться к нему») и «Az Én Anyám» («Моя мама»). Альбом снова получил золото и был № 8 в годовом национальном Slágerlistá'81. В те годы Юдит имела статус самой успешной венгерской исполнительницы, оставив далеко позади своих основных соперниц — Кати Ковач, Шаролту Залатнаи и Жужу Конц.

## Последующие годы
Тем временем на Западе эра диско заканчивалась, и чтобы не оказаться за пределами основного русла поп-музыки, Юдит Сюч решила сменить стиль исполнения и записала свой следующий альбом в стиле «эмбиент». Автором большинства песен её нового диска-гиганта «Kihajolni veszélyes» («Прислоняться опасно», 1982) был Szikora Róbert из группы «Hungária», которая в те годы была на гребне своей популярности. Однако другие участники группы «Hungária» были крайне недовольны тем, что их барабанщик принял участие в создании материала альбома Юдит Сюч, и потребовали, чтобы он был указан на обложке под псевдонимом (Bob Lanky). Поскольку отношения Роберта с членами родной группы были и так уже крайне напряжёнными, этот конфликт послужил для него последним толчком к уходу из «Hungária». В 1983 году Роберт уже открыто принял участие в создании очередного альбома Юдит Сюч «Szeverevetlevek» («Лювюблювютевебя», 1983), а бэк-вокал обеспечила созданная им собственная группа «R-GO». Оба этих альбома провалились в продаже, после чего Сюч предпочла вернуться к танцевальному стилю исполнения.
В 80-х годах Юдит продолжала оставаться одним из наиболее популярных в Европе венгерских исполнителей наравне с «Omega», «Karthago», «V’Moto-Rock», «Piramis» и «Neoton Família». В 1983 году Ласло Мандоки (Mándoki László), вокалист западногерманской диско-группы «Dschinghis Khan» принял участие в её пятом теле-ревю, и они исполнили дуэтом две песни. В том же году Сюч приняла участие в музыкальном фестивале Neewollah в Канзасе (США), заняла там 1-е место и получила главную премию. В 1984 году во время её европейского турне у неё возник роман с австрийским импресарио Bilgeri, с которым она записала песню и клип «She’s a break dancer (body to body)». Их отношения продлились недолго: в 1985 году Сюч вышла замуж за венгерского композитора, автора песен и фотографа Чабу Фюлёпа (Fülöp Csaba), который принимал участие в работе над её очередным альбомом. В том же году 17 июня на Кубе она родила дочь Тимеу Риту Фюлёп (Fülöp Tímea Ritá).
Над последними альбомами Юдит во второй половине 80-х работали преимущественно её супруг и старший брат, но все её новые пластинки получались какими-то блёклыми и не содержали в себе ни одного яркого хита. Всего певица записала 20 дисков-гигантов (в том числе 2 сборника), лучшими из которых так и остались первые четыре. С началом эпохи перестройки в СССР и странах Восточной Европы о певице практически забыли, но зато венгерская диаспора США в 1985—2005 годах часто приглашала Юдит в Америку и организовывала там её концерты. А в 2005 году Юдит опубликовала биографическую книгу «Tánczolsz velem? (fiatalságom titkai)» («Потанцуешь со мной? (секреты моей юности)»).

## Альбомы
- 1978 — Táncolj még (№ 2 в Slágerlistája’78 TOP10)
- 1979 — Judith (№ 4 в Slágerlistája’79 TOP10)
- 1980 — Meleg az éjszaka (№ 4 в Slágerlistája’80 TOP10)
- 1981 — Ilyen ma egy lány (№ 8 в Slágerlistája’81 TOP10)
- 1982 — Kihajolni veszélyes (№ 10 в Slágerlistája’82 TOP10)
- 1983 — Szeverevetlevek (№ 5 в Slágerlistája’83 TOP10)
- 1985 — Tudod, a tiéd vagyok
- 1986 — Szűcs Judith
- 1988 — Én vagyok én
- 1990 — Rumeláj
- 1991 — Valami forró…
- 1993 — Ölelj Szorosan Át
- 1995 — Ugye, Táncolsz Még?
- 1998 — Együtt A Szerelemért
- 1999 — Kezdjünk Új Életet!
- 2000 — Slágerek (сборник)
- 2001 — Szenvedély
- 2002 — Slágerek 2. (сборник)
- 2004 — Ne Játssz A Szívemmel!
- 2010 — Szerelmeim